# Posádkový pšeničný mlýn v Terezíně
Posádkový pšeničný mlýn v Terezíně v okrese Litoměřice je vodní mlýn, který stojí nedaleko Malé pevnosti na pravém břehu řeky Ohře pod jezem. Od roku 2010 je chráněn jako nemovitá kulturní památka České republiky.

## Historie
Mlýn vznikl v roce 1786 spolu s pevností Terezín, v 19. století byl přestavěn. V roce 1930 patřil firmě Spol. mlýny sp s.r.o. Svému účelu sloužil do počátku 50. let 20. století.

## Popis
Mlýn byl součástí proviantního zabezpečení bastionové pevnosti; město v případě obležení za vojenského konfliktu muselo být plně soběstačné tři až čtyři měsíce. Jako stavba se dochoval autenticky, ze strojního vybavení zde zůstaly pouze malé zbytky.
Voda na vodní kolo vedla od jezu a vracela se odtokovým kanálem zpět do řeky. Mlýn je nazýván „splavovým“, pod mostem byla přes speciální hradítka zvýšena hladina k turbíně pro tento mlýn i pro mlýn vedlejší. V roce 1930 měl dvě turbíny Girard (spád 2,55 m, výkon 90/70 HP). Dochovalo se torzo uměleckého složení, několik kapsových výtahů, váha, malá transmise a turbína.